# Bitwa u przylądka Matapan (1941)

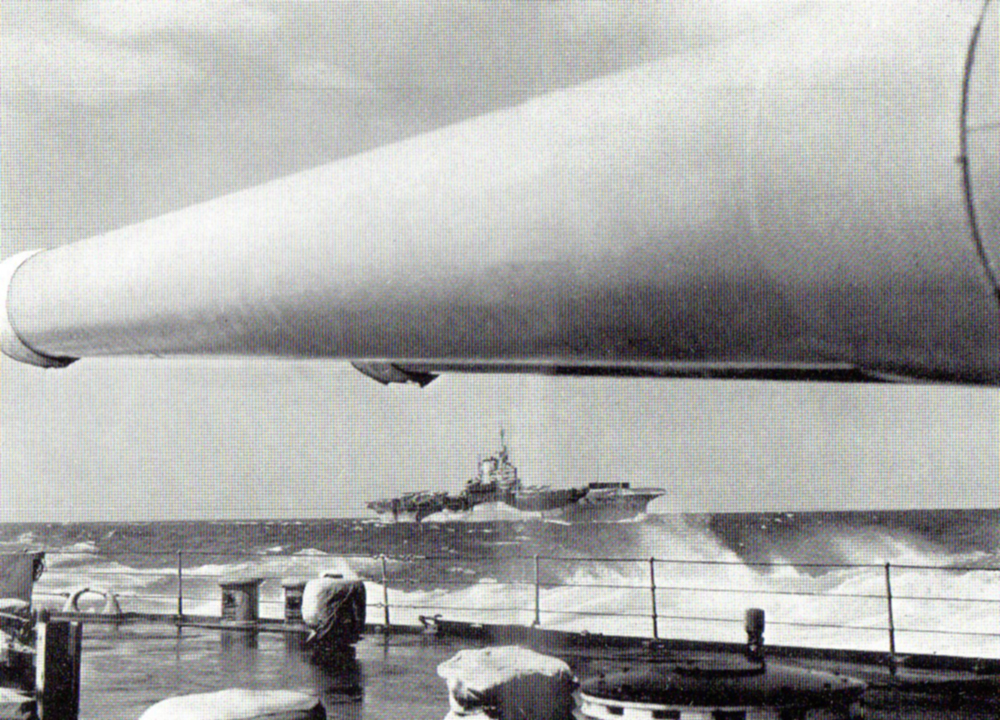
Bój pod Matapanem. Lotniskowiec HMS Formidable widziany z pokładu pancernika HMS Warspite

Bitwa u przylądka Matapan – bitwa morska stoczona w czasie II wojny światowej w dniach 27–29 marca 1941 roku, u brzegów Grecji, nieopodal przylądka Tajnaron (wówczas Matapan), pomiędzy marynarką aliancką a włoską.
Zespół okrętów marynarki brytyjskiej Royal Navy i australijskiej Royal Australian Navy pod dowództwem admirała Andrew Cunninghama zadał poważne straty włoskiej Regia Marina, dowodzonej przez admirała Angelo Iachino. Była to największa bitwa morska stoczona na Morzu Śródziemnym w czasie II wojny światowej.

## Podłoże
Włochy podjęły przygotowania do działań zbrojnych kilka tygodni przed wypowiedzeniem 10 czerwca 1940 wojny Wielkiej Brytanii i Francji. Przygotowania te polegały na planowaniu działań floty na obszarze Morza Śródziemnego oraz na związanym z nimi szkoleniem załóg. Flota włoska została postawiona w stan gotowości bojowej 5 czerwca 1940 roku. Działania włoskie zostały z konieczności sprowadzone do ochrony własnych wybrzeży oraz linii zaopatrzenia wojsk w Afryce Północnej, a więc głównymi celami ataków floty i lotnictwa stały się śródziemnomorskie bazy brytyjskie: Gibraltar i Malta oraz Grecja, gdzie wojska włoskie ponosiły klęskę za klęską.
Wobec niepowodzeń włoskich na Bałkanach w 1941 roku Niemcy planowały inwazję na Jugosławię i Grecję (plan Marita), w związku z czym wsparły wojska włoskie działaniem swojego lotnictwa na Morzu Śródziemnym. Zadaniem Luftwaffe było przerwanie brytyjskich szlaków komunikacyjnych do Grecji, gdzie od marca 1941 roku przybywały oddziały brytyjskiego korpusu ekspedycyjnego. Berlin starał się wywrzeć wpływ na Rzym, by wzmożonymi działaniami lotniczymi wesprzeć akcją morską. Włosi ulegli sugestiom i zachęceni przez działania lotnicze Niemców, wysłali silny zespół okrętów na Morze Śródziemne, by uniemożliwić aliantom przerzucenie większych sił do Grecji. Zespół operował – pod dowództwem admirała Angelo Iachino – na południe i zachód od Krety.
Brytyjczycy mogli przeciwstawić Włochom siły nieco większe, pod dowództwem admirała Cunninghama, które stacjonowały w Aleksandrii i operowały pomiędzy brzegami Egiptu i Grecji.

## Siły przeciwników
Włosi dysponowali jednym nowoczesnym okrętem liniowym „Vittorio Veneto” (9 dział kalibru 381 mm, prędkość 28 w.), 6 ciężkimi (8 dział kalibru 203 mm każdy) i 2 lekkimi krążownikami (10 dział kalibru 152 mm każdy) oraz 14 niszczycielami.
Brytyjczycy mieli do dyspozycji 3 okręty liniowe HMS „Warspite”, „Barham”, „Valiant” (8 dział kalibru 381 mm każdy, ale prędkość jedynie 24 w.), lotniskowiec „HMS Formidable” z 72 samolotami na pokładzie, 4 lekkie krążowniki „Ajax”, „Orion”, „Perth” (po 8 dział kalibru 152 mm) i „Gloucester” (12 dział kalibru 152 mm) oraz 15 niszczycieli.

## Przebieg bitwy
Włosi, nie dysponując dobrym rozpoznaniem lotniczym, a także nie posiadając radaru, zostali 28 marca 1941 roku zaskoczeni koło przylądka Matapan przez silny zespół brytyjski. Zauważywszy brytyjski zespół przedni, złożony z 4 lekkich krążowników i 4 niszczycieli, adm. Iachino zaatakował, uzyskując przewagę, jednak w niedługim czasie pojawiły się samoloty z brytyjskiego lotniskowca. Włosi wykonali zwrot i na pełnej szybkości zaczęli się wycofywać. Okręty włoskiej floty należały do jednych z najszybszych. Wolniejsze okręty brytyjskie nie miały szans na pościg, cały ciężar bitwy spoczął więc na samolotach Fairey Swordfish z lotniskowca „Formidable” i stacjonujących na lotniskach w Grecji. W godzinach popołudniowych brytyjska torpeda trafiła okręt liniowy „Vittorio Veneto”, pod wieczór został ciężko uszkodzony krążownik „Pola”, który zastopował.
W tej sytuacji adm. Iachino pozostawił do ochrony uszkodzonego krążownika 2 ciężkie krążowniki i 6 niszczycieli, pozostałe okręty skierowały się do bazy. W nocy do pozostawionego włoskiego zespołu zbliżyły się okręty brytyjskie. Ogniem artylerii i atakami torpedowymi zatopiły 3 ciężkie krążowniki „Fiume”, „Zara”, „Pola” oraz 3 niszczyciele. Brytyjczycy w perfekcyjny sposób wykorzystali radar, którego nie posiadali Włosi. Znając, mimo nocy, położenie okrętów przeciwnika, mogli precyzyjnie sterować swoim ogniem artyleryjskim, Włosi zmuszeni byli do manewrowania i strzelania na oślep.

## Wynik bitwy
Włosi stracili 3 ciężkie krążowniki i 3 niszczyciele oraz 2300 zabitych. Uszkodzony został 1 okręt liniowy. Brytyjskie straty wyniosły: 4 lekkie krążowniki lekko uszkodzone, 1 samolot torpedowy zniszczony oraz 3 zabitych.

## Skutki bitwy
Porażka floty włoskiej w bitwie koło przylądka Matapan poprawiła znacznie pozycję floty brytyjskiej na Morzu Śródziemnym. Przejęła ona inicjatywę, która pozwoliła w obliczu ofensywy niemiecko-włoskiej w Afryce Północnej paraliżować zaopatrzenie drogą morską wojsk sił Osi. Defensywa floty włoskiej była tak głęboka, że w tym samym roku flota brytyjska zdziesiątkowała włoski konwój, ostrzelała i zbombardowała Trypolis oraz Benghazi.